# Inklusives Wohnen
Inklusives Wohnen beschreibt die Bemühungen um soziale Inklusion im Bereich Wohnen. Ziel ist die Umsetzung von Menschenrechten, sodass alle Menschen gleichberechtigt entscheiden können, wo und mit wem sie leben. Inklusives Wohnen bezieht sich grundsätzlich auf die Teilhabe und Nicht-Diskriminierung aller Menschen mit jeglichen Merkmalen. Im deutschsprachigen Raum wird inklusives Wohnen jedoch schwerpunktmäßig in Bezug auf Menschen mit Behinderung und die Umsetzung der UN-Behindertenrechtskonvention diskutiert.

## Menschenrechtliche Grundlagen
Schon die Allgemeine Erklärung der Menschenrechte vom 10. Dezember 1948 nennt das Recht auf Wohnung in Artikel 25, Absatz 1:
"Jeder hat das Recht auf einen Lebensstandard, der seine und seiner Familie Gesundheit und Wohl gewährleistet, einschließlich Nahrung, Kleidung, Wohnung, ärztliche Versorgung und notwendige soziale Leistungen, sowie das Recht auf Sicherheit im Falle von Arbeitslosigkeit, Krankheit, Invalidität oder Verwitwung, im Alter sowie bei anderweitigem Verlust seiner Unterhaltsmittel durch unverschuldete Umstände."
Ebenso ist das Menschenrecht auf Wohnen Teil des Rechts auf einen angemessenen Lebensstandard, wie es in Artikel 11, Absatz 1 des Internationalen Paktes über wirtschaftliche, soziale und kulturelle Rechte (UN-Sozialpakt von 1966, von Deutschland 1973 ratifiziert) verbrieft ist:
"Die Vertragsstaaten erkennen das Recht eines jeden Menschen auf einen angemessenen Lebensstandard für sich und seine Familie an, einschließlich ausreichender Ernährung, Bekleidung und Unterbringung, sowie auf eine stetige Verbesserung der Lebensbedingungen. Die Vertragsstaaten unternehmen geeignete Schritte, um die Verwirklichung dieses Rechts zu gewährleisten, und erkennen zu diesem Zweck die entscheidende Bedeutung einer internationalen, auf freier Zustimmung beruhenden Zusammenarbeit an."
Die UN-Behindertenrechtskonvention von 2006 (von Deutschland 2009 ratifiziert) greift dieses Recht in Artikel 28 in Bezug auf Menschen mit Behinderung auf. Des Weiteren gibt die UN-Behindertenrechtskonvention in Artikel 19 das Recht auf ein Selbstbestimmtes Leben und die Inklusion in die Gemeinschaft:
"Die Vertragsstaaten dieses Übereinkommens anerkennen das gleiche Recht aller Menschen mit Behinderungen, mit gleichen Wahlmöglichkeiten wie andere Menschen in der Gemeinschaft zu leben, und treffen wirksame und geeignete Maßnahmen, um Menschen mit Behinderungen den vollen Genuss dieses Rechts und ihre volle Einbeziehung in die Gemeinschaft und Teilhabe an der Gemeinschaft zu erleichtern, indem sie unter anderem gewährleisten, dass
a) Menschen mit Behinderungen gleichberechtigt die Möglichkeit haben, ihren Aufenthaltsort zu wählen und zu entscheiden, wo und mit wem sie leben, und nicht verpflichtet sind, in besonderen Wohnformen zu leben;
b) Menschen mit Behinderungen Zugang zu einer Reihe von gemeindenahen Unterstützungsdiensten zu Hause und in Einrichtungen sowie zu sonstigen gemeindenahen Unterstützungsdiensten haben, einschließlich der persönlichen Assistenz, die zur Unterstützung des Lebens in der Gemeinschaft und der Einbeziehung in die Gemeinschaft sowie zur Verhinderung von Isolation und Absonderung von der Gemeinschaft notwendig ist;
c) gemeindenahe Dienstleistungen und Einrichtungen für die Allgemeinheit Menschen mit Behinderungen auf der Grundlage der Gleichberechtigung zur Verfügung stehen und ihren Bedürfnissen Rechnung tragen." 
Der UN-Fachausschuss zur Behindertenrechtskonvention spezifiziert die einzelnen Rechte der Konvention in sog. Allgemeinen Bemerkungen. In den Allgemeinen Bemerkungen Nr. 5 aus dem Jahr 2017 (deutsche Übersetzung 2018) wird Artikel 19 zum selbstbestimmten Leben und der Inklusion in die Gemeinschaft erläutert. Das Deutsche Institut für Menschenrechte schreibt dazu in seiner Zusammenfassung:
"Unabhängige Lebensführung und Inklusion in die Gemeinschaft bedeutet für ihn [den UN-Ausschuss] in erster Linie, dass Menschen mit Behinderung nicht in bestimmte Wohn- und Lebenssituation gezwungen werden und dabei persönliche Wahlfreiheit und Autonomie einbüßen. Dies ist in institutionalisierten Wohnformen der Fall – und zwar unabhängig davon, ob es sich um Einzelwohnungen, kleine Wohngruppen oder Großeinrichtungen handelt." 
Die Verwirklichung von inklusivem Wohnen ist entsprechend damit verbunden, Sondereinrichtungen abzubauen und Unterstützung personenzentriert und ambulant bereitzustellen ("Deinstitutionalisierung"). Der Ausschuss der UN-Behindertenrechtskonvention hat 2022 (deutsche Übersetzung 2023) hierfür Leitlinien zur Deinstitutionalisierung herausgegeben.

## Definitionen
Es besteht aktuell keine rechtlich bindende oder weitläufig anerkannte Definition von inklusivem Wohnen. Im Folgenden werden deshalb unterschiedliche Definitionen aus dem Menschenrechtsdiskurs, der Wissenschaft und der Praxis zusammengefasst, die sich teils auf alle Menschen und teils speziell auf Menschen mit Behinderung beziehen.

Der UN-Ausschuss zur Behindertenrechtskonvention nennt in seinen Leitlinien zur Deinstitutionalisierung Kriterien für institutionelle Wohnformen. Versteht man inklusives Wohnen als Gegensatz zu institutionellen Wohnformen, kann inklusives Wohnen als solche Wohnformen definiert werden, die alle diese Kriterien nicht erfüllen.
"Kriterien institutioneller Wohnformen laut UN-Ausschuss:
- die obligatorische gemeinsame Nutzung von Assistenzen mit anderen
- kein oder nur begrenzter Einfluss darauf, welche Assistenz die Unterstützung leistet
- Isolierung und Segregation von einem selbstbestimmten Leben in der Gemeinde
- fehlende Kontrolle über alltägliche Entscheidungen
- fehlende Wahlfreiheit für die betroffenen Menschen, mit wem sie zusammenleben
- Starrheit der Routine ungeachtet des persönlichen Willens und der persönlichen Präferenzen
- identische Aktivitäten am selben Ort für eine Gruppe von Menschen unter einer bestimmten Autorität
- ein paternalistischer Ansatz bei der Erbringung von Dienstleistungen
- Überwachung der Lebensumstände
- und eine unverhältnismäßig große Anzahl von Menschen mit Behinderungen in derselben Umgebung"

Der Verein WOHN:SINN – Bündnis für inklusives Wohnen e.V. nutzt in seiner Praxis der Beratung und Begleitung inklusiver Wohnprojekte eine kurze Arbeitsdefinition:
„In inklusiven Wohnformen leben Menschen mit Behinderungen selbstbestimmt und in aktiver Gemeinschaft mit anderen Menschen, zum Beispiel in einer inklusiven WG, Hausgemeinschaft oder Nachbarschaft.“
Die Selbstbestimmt Leben Bewegung versteht inklusives Wohnen als Teil eines selbstbestimmten Lebens. Dieses wird wie folgt definiert:
„Selbstbestimmt Leben heißt, Kontrolle über das eigene Leben zu haben, basierend auf der Wahlmöglichkeit zwischen akzeptablen Alternativen, die die Abhängigkeit von den Entscheidungen anderer bei der Bewältigung des Alltags minimieren. Das schließt das Recht ein, seine eigenen Angelegenheiten selbst regeln zu können, an dem öffentlichen Leben in der Gemeinde teilzuhaben, verschiedenste soziale Rollen wahrzunehmen und Entscheidungen selbst fällen zu können, ohne dabei in die psychologische oder körperliche Abhängigkeit anderer zu geraten. Selbstbestimmung ist ein relatives Konzept, das jeder persönlich für sich bestimmen muss.“, DeLoach et al. (1983, S.64) in der Übersetzung von Frehe.
Auch in der Wissenschaft lassen sich verschiedene Definitionen finden. Terfloth et al. (2016) bauen ihre Definition auf der Internationalen Klassifikation der Funktionsfähigkeit, Behinderung und Gesundheit auf:
„Wohnangebote, die sich an der Idee der Inklusion orientieren, sind so gestaltet, dass sie ein ‚gutes Wohnen‘ im Sinne der genannten Domänen der ICF ermöglichen.“ (S. 8.)
Die genannten Domänen des ICF sind: Selbstversorgung (d5), Häusliches Leben (d6), Interpersonelle Interaktionen und Beziehungen (d7), Gemeinschafts-, soziales-, und staatsbürgerliches Leben: Gemeinschaftsleben, Erholung und Freizeit, Religion und Spiritualität, Menschenrechte, Politisches Leben und Staatsbürgerschaft (d9), Mobilität (d4), Erziehung/Bildung, Arbeit und Beschäftigung, Wirtschaftliches Leben (d8).
Georg Theunissen diskutiert in einem Artikel, inwieweit (anthroposophische) Dorfgemeinschaften als inklusive Wohnform gelten können:
„Wenn unter Inklusion nur die Nicht-Aussonderung behinderter Menschen aus der Gesellschaft verstanden und diese mit dem Recht behinderter Menschen auf ein Leben als Mitbürger (citizenship) in Verbindung gebracht wird, scheiden viele Dorfgemeinschaften […] aus. Wenn wir Inklusion hingegen als Nicht-Aussonderung und zugleich als Zugehörigkeit zu einer Lebensgemeinschaft definieren, die sich ihrerseits zur Gesellschaft zugehörig fühlt bzw. als gesellschaftliches Teilsystem versteht, können manche Dorfgemeinschaften sehr wohl inklusive Prozesse ermöglichen und befördern.“ (S. 145)
Im Buch CoHousing Inclusive wird eine Definition entworfen, die nicht ausschließlich auf Menschen mit Behinderungen bezogen ist. Die Autoren denken inklusives Wohnen als Zugänglichkeit für alle mit einem Verständnis von menschlicher Vielfalt als Potential sowie Inklusion als ständig zu verfolgendes Ziel.